# Maurice Dagbert
Maurice Dagbert, né à Calais le 20 juin 1913 et mort à Huby-Saint-Leu (Pas-de-Calais) le 12 octobre 2000, est un calculateur prodige français.

## Biographie
Maurice Dagbert est né à Calais le 20 juin 1913. C'est un calculateur prodige mais aussi un musicien qui pratiquait le violon, en particulier au cours de ses premiers spectacles. Il se marie le 30 décembre 1946 à Béthune (Pas-de-Calais) avec Marguerite Marie Briand, née le 3 août 1918 à Dinan (Côtes-d’Armor) et morte le 27 juin 1999 à Tortefontaine (Pas-de-Calais).
Le père de Maurice Dagbert  est tulliste ; le jeune Dagbert fréquente l’école primaire, mais son instituteur, constatant qu’il résout instantanément les problèmes, le considère comme un tricheur et un cancre. Maurice Dagbert quitte donc l’école vers l’âge de onze ans pour entrer dans la vie active et il sera comptable dans une sucrerie. Il ne possède donc pas de notions mathématiques mêmes élémentaires. C’est à cette époque qu’il prend des leçons de violon et ayant un certain don pour cet instrument, il peut entrer dans l’orchestre des Arts de Calais qui accompagne les spectacles de cette ville. Cela lui donne l’occasion de rencontrer en 1930, à l’âge de 17 ans, un autre calculateur prodige, Jacques Inaudi, qui a alors 63 ans. Il saisit alors la chance qui lui est donnée de confronter ses compétences en matière de calcul mental avec celles du célèbre calculateur prodige de l’époque et Inaudi trouve alors un émule digne de son propre niveau. Ils se revoient le 22 juin 1945.
Il passe, avec son épouse, sa retraite dans la commune de Tortefontaine et meurt le 12 octobre 2000 à Huby-Saint-Leu,.

## Performances
Maurice Dagbert a été confronté à un Gamma 60 qui était un des ordinateurs les plus performants de son époque et a réalisé ses calculs aussi rapidement que ce dernier,. Il peut en une seconde dire le jour de la semaine pour une date donnée (ainsi que le 28 février 1900 était un mardi). Il peut en quelques secondes calculer la racine septième d'un nombre de vingt chiffres.
Il devient célèbre en France à la fin des années trente et on le compare déjà à Inaudi. Il débute alors une carrière de spectacles au niveau régional et, particularité personnelle, il s’accompagne au violon en effectuant les calculs proposés.
« Une autre fois, tout en exécutant au violon une fantaisie sur Le Trouvère, il effectua mentalement l’extraction de vingt racines cubiques de trois chiffres et une multiplication d’un nombre de cinq chiffres par un autre de cinq chiffres également. Le morceau de violon avait duré sept minutes. ... »
Cette carrière débutante sera interrompue par la Seconde Guerre mondiale. Maurice Dagbert est prisonnier en Allemagne et sera libéré en 1944. Il utilisera cette longue période de captivité pour parfaire ses techniques de calcul mental et il reprendra alors ses spectacles au niveau national.
Il est reçu par l'Académie des Sciences le 3 avril 1945, puis au cours d'une séance, qui a lieu le 7 juillet 1945, il est examiné par un jury, où siègent notamment Joseph Pérès et Louis de Broglie et qui constate qu'« il se sert de nombreuses clés empiriques avec une puissance et une lecture intérieure supérieure à celle d'Inaudi ».
À la demande des Secrétaires perpétuels de l’Académie des Sciences, l’astronome Gaston Fayet, le mathématicien Jean Chazy et le mathématicien et physicien Joseph Pérès ont examiné, le 10 mars 1945, le Calculateur mental Maurice Dagbert, qui désirait être présenté à l’Académie. Les résultats de cet examen ayant été concluants sont résumés dans le Compte rendu de la séance du 23 avril 1945. Voici quelques points marquants de ce rapport :
- Puissance de calcul et mémoire exceptionnelle comparables à celle de Jacques Inaudi.
- Technique de visualisation des nombres sans avoir à les écrire.
- Calculs de dates, multiplications, puissances et extractions de racines.
- Racine cubique d’un nombre de 15 chiffres et racine cinquième d’un nombre de 17 chiffres en 2 min.
- Trois premiers chiffres de la racine cubique non entière d’un nombre de 6 chiffres en 1 min 25 s.
- Maurice Dagbert dit avoir obtenu seul les règles empiriques dont il se sert (mais dont il ne s’explique pas les raisons).
- Ses connaissances mathématiques, même en algèbre élémentaire, sont à peu près nulles.

Maurice Dagbert se révèle ensuite au Congrès des Illusionnistes tenu à Paris en 1947 et donnera toute sa mesure au Congrès de Lausanne en 1948. Il entame alors une carrière au niveau international en participant à des festivals de magie en Belgique, Suisse (Genève, Lausanne), Italie (Milan), ... Au Théâtre lyrique de Milan en 1952, le public le rappelle sept fois, comme Caruso ! Il devient une célébrité universelle et on le considère même comme plus fort qu’Inaudi.